# Компаньони, Аристид
Аристид Компаньони (итал. Aristide Compagnoni; 26 июля 1910, Вальфурва — 1995) — итальянский лыжник, двукратный призёр чемпионатов мира, двукратный чемпион Италии. Брат известных лыжников Северино и Оттавио Компаньони.
На чемпионатах мира завоевал две бронзовые медали в эстафетах, на чемпионате мира 1937 года в Шамони и на чемпионате мира-1939 в Закопане, кроме этого на чемпионате мира 1939 года был 17-м в гонках на 18 и 50 км.
Как лыжник в Олимпийских играх никогда не участвовал, но принял участие в демонстрационных соревнованиях военных патрулей (предшественников биатлона) на Зимних Олимпийских играх 1948 года.